# Springfield Township (comté de LaPorte, Indiana)
Pour les articles homonymes, voir Springfield Township.
Springfield Township est un township du comté de LaPorte, dans l’Indiana, aux États-Unis.